# Steve Lewis
Steven Earl ("Steve") Lewis (* 16. května 1969 Los Angeles, Kalifornie) je bývalý americký atlet, sprinter specializující se na 400 metrů, trojnásobný olympijský vítěz.
Jako devatenáctiletý student se díky vytvoření světového juniorského rekordu v běhu na 400 metrů časem 44,11 kvalifikoval na olympijské hry v Soulu v roce 1988. Zde se nečekaně stal vítězem, když ve finále porazil favorizovaného Butche Reynoldse opět v novém světovém juniorském rekordu 43,87. Druhé olympijské zlato získal jako člen štafety USA na 4×400 metrů, která vyrovnala světový rekord časem 2:56,16.
V roce 1990 se stal mistrem USA v běhu na 400 metrů. Na olympiádě v Barceloně v roce 1992 získal stříbrnou medaili v běhu na 400 metrů a zlato jako člen vítězné štafety USA na 4×400 metrů, která vylepšila světový rekord na 2:55,74.